# Raça (categorização humana)
Raça é uma categorização de humanos baseada em características físicas (fenotípicas) e/ou socioculturais compartilhadas por grupos geralmente vistos como distintos dentro de uma determinada sociedade. O termo passou a ser de uso comum durante o século XVI, quando era utilizado para se referir a grupos de vários tipos, incluindo aqueles caracterizados por relações estreitas de parentesco. No século XVII, o termo começou a se referir a qualidades físicas e, mais tarde, a afiliações nacionais. A ciência moderna considera que o conceito de "raças humanas" é uma construção social, uma identidade atribuída com base em regras estabelecidas pela sociedade. Embora parcialmente baseada em semelhanças físicas dentro dos grupos, o termo "raça" não tem um significado físico ou biológico inerente na espécie humana. O conceito de "raça" é fundamental para o racismo, a crença de que os humanos podem ser divididos com base na superioridade de uma raça sobre outra.
As concepções sociais de raça variaram ao longo do tempo, muitas vezes envolvendo taxonomias populares que definem tipos essenciais de indivíduos com base em características percebidas.  Os cientistas modernos consideram esse essencialismo biológico obsoleto e geralmente desencorajam explicações raciais para a diferenciação coletiva em características físicas e comportamentais.
Embora exista amplo consenso científico de que as concepções essencialistas e tipológicas de "raças humanas" são insustentáveis, cientistas de todo o mundo continuam a descrever o conceito de "raça" de maneiras muito diferentes. Enquanto alguns pesquisadores continuam a utilizar o conceito de raça para fazer distinções entre conjuntos confusos de características ou diferenças observáveis no comportamento, outros na comunidade científica sugerem que a ideia de raça é inerentemente ingênua ou simplista. Outros ainda argumentam que, entre os humanos, a raça não tem significado taxonômico porque todos os humanos vivos pertencem à mesma subespécie, o Homo sapiens sapiens.
Desde a segunda metade do século XX, o conceito de "raças humanas" tem sido associado a teorias desacreditadas de racismo científico e tem sido cada vez mais visto como um sistema de classificação em grande parte pseudocientífico. Embora o termo ainda seja usado em contextos gerais, tem sido frequentemente substituído por termos menos ambíguos e/ou carregados, como populações, povo(s), grupos étnicos, ou comunidades, dependendo do contexto. Seu uso em genética foi formalmente renunciado pelas Academias Nacionais de Ciências, Engenharia e Medicina dos Estados Unidos em 2023.

## Definição
Alguns estudiosos argumentam que embora "raça" seja um conceito taxonômico válido em outras espécies, não pode ser aplicada a humanos. Muitos cientistas têm argumentado que definições de raça são imprecisas, arbitrárias, oriundas do costume, possuem muitas exceções, têm muitas gradações e que o número de raças descritas varia de acordo com a cultura que está fazendo as diferenciações raciais; assim, rejeitaram a noção de que qualquer definição de raça pertinente a humanos possa ter rigor taxonômico e validade. Hoje em dia, a maioria dos cientistas estudam as variações genotípicas e fenotípicas humanas usando conceitos tais como "população" e "gradação clinal". Muitos antropólogos debatem se enquanto os aspectos nos quais as caracterizações raciais são feitas podem ser baseados em fatores genéticos, a ideia de raça em si, e a divisão real de pessoas em grupos de características hereditárias selecionadas, seriam construções sociais.

Um antropólogo que propusesse usar a raça como uma maneira séria de descrever a variabilidade humana seria ridicularizado pela profissão - não por razões de correção política, mas porque a ideia mostra uma evidente ignorância da biologia. Há mais de 60 anos, M. F. Ashley Montagu demoliu o conceito de "raça" em seu livro O Mito Mais Perigoso do Homem: A Falácia da Raça (1945). No entanto, como muitas más ideias, persiste a noção de que existe algum propósito útil em classificar a humanidade em cinco, seis ou uma dúzia de raças. Mas persiste à margem da antropologia, entre os livros de ciências populares e na imaginação não científica. Os seres humanos compartilham um ancestral comum muito recente para que haja muitas diferenças biológicas profundas entre nós. Do ponto de vista evolutivo, somos todos africanos.
Raças e etnias são uma construção social, que são inventadas e manipuladas, dependendo dos interesses de determinada sociedade. Exemplo disso é que a quantidade de raças humanas existentes varia no decorrer do tempo. Até meados do século XX, os europeus eram divididos em diferentes sub-raças: nórdicos predominando no Norte, alpinos no Centro e mediterrâneos mais ao Sul. Em 1916, no livro The Passing of the Great Race (A extinção da grande raça), o eugenista Madison Grant escrevia que os casamentos entre os nórdicos "superiores" e os alpinos e mediterrâneos "inferiores" debilitavam a raça superior através da mestiçagem. Essa divisão racial dos europeus influenciou o Congresso dos Estados Unidos que, em 1924, aprovou uma lei restritiva de imigração (lei de quotas), a qual favorecia a entrada de nórdicos e limitava a entrada de imigrantes oriundos do Sul e do Leste da Europa, como italianos, gregos, eslavos e judeus, conforme Madison Grant desejava. Posteriormente, essa subdivisão racial dos europeus caiu em desuso.
Classificações raciais são frequentemente feitas com base em características físicas escolhidas arbitrariamente, como cor da pele e textura do cabelo. Porém, nos Estados Unidos, pelo menos até meados do século XX, uma pessoa de pele branca, olhos azuis e cabelos loiros, poderia ser considerada "negra", caso tivesse alguma ascendência africana publicamente conhecida. Isso deve-se à imposição da regra de uma gota pelo governo americano, quando passou a ser necessário definir quem era negro, com o advento da segregação racial, com as leis Jim Crow. Já no Brasil e no resto da América Latina, classificações raciais sempre foram mais fluidas e fortemente baseadas na cor da pele, havendo, entre o branco e o negro, uma enorme gradação de cores de pele. Por sua vez, na Europa, historicamente a população é dividida muito mais em termos de religião, idioma ou nacionalidade do que em termos de aparência física. No Continente Africano, as divisões são fortemente feitas com base em grupos tribais e na Índia em castas.
Raça é influenciada inclusive pela condição socioeconômica do indivíduo. Em muitas partes da América Latina, ser branco é mais uma questão de status socioeconômico do que características fenotípicas específicas, e costuma-se dizer que na América Latina "o dinheiro embranquece". Porém, esse fenômeno não é exclusivo da América Latina. Nos Estados Unidos da segregação racial, mestiços de pele morena, mas bem-vestidos e que falassem bem, conseguiam passar-se por descendentes de italianos ou portugueses, enquanto eles seriam classificados como negros se aparentassem ser pobres e falassem com um dialeto rural. Essa tática era denominada passing.
Raças podem ser inventadas e extintas, conforme interesses políticos. Na Bolívia, o presidente Evo Morales mandou eliminar a categoria "mestiço" do censo de 2012, para, segundo os críticos, forçar um maior número de bolivianos a identificarem-se como "indígenas" e, assim, aumentar a legitimidade do seu governo pautado por um discurso indigenista. No Brasil, grupos racialistas tentaram inúmeras vezes eliminar a categoria intermediária "parda" dos censos, mas não conseguiram, devido às reações contrárias. Nos Estados Unidos, a categoria "mulato" foi eliminada a partir de 1910, para forçar todas as pessoas de sabida ascendência africana a identificarem-se como negras. Curiosamente, estabeleceu-se uma exceção para a ascendência indígena, para abarcar as família ricas da Virgínia que afirmavam descender da índia Pocahontas: definiu-se que eram "brancos" aqueles que tivessem 1/16 de sangue indígena ou menos, mas qualquer gota de sangue negro impedia o status de ser branco. Também nos Estados Unidos, foi inventada a categoria étnica "hispânico ou latino", que abarca sob uma mesma categoria pessoas de países com demografias tão diferentes entre si quanto Argentina, República Dominicana ou Guatemala, e até mesmo europeus da Espanha às vezes são tratados como "pessoas de cor".
Na França, devido ao trauma das políticas raciais nazistas durante a II Guerra Mundial, quando muitos judeus franceses foram mortos em campos de concentração, o governo não conta a população por raça ou etnia desde 1978, quando foi aprovada uma lei que impede que os franceses sejam enumerados por essas categorias sem o seu consentimento ou a isenção do comitê estadual. Em parte, essa tendência pode ser explicada pelas tradições revolucionárias e republicanas francesas de tratar todos os cidadãos de forma igual perante a lei.
Já outros países têm pesquisas que perguntam a sua população a que raça ou etnia ela pertence. O número de raças e etnias varia enormemente de país para país. Em Cuba, por exemplo, o censo tem apenas três opções (branco, negro e mulato ou mestiço). No Brasil, há cinco opções (branco, preto, pardo, amarelo e indígena), ao passo que no Peru há catorze e, na Bolívia, há 40 opções de etnias e raças.

## História das classificações raciais

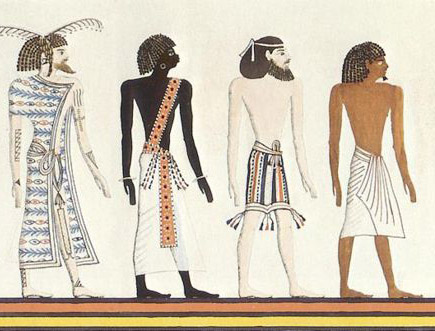
Um líbio, um núbio, um sírio e um egípcio, representados por um artista desconhecido em um mural na tumba de Seti I.

- Mongolóide, em tons de amarelo e laranja
- Caucasóide, em tons de cinza e azul
- Negróide, em tons de marrom
- Dravidianos e cingaleses, em verde oliva e sua classificação é descrita como incerta

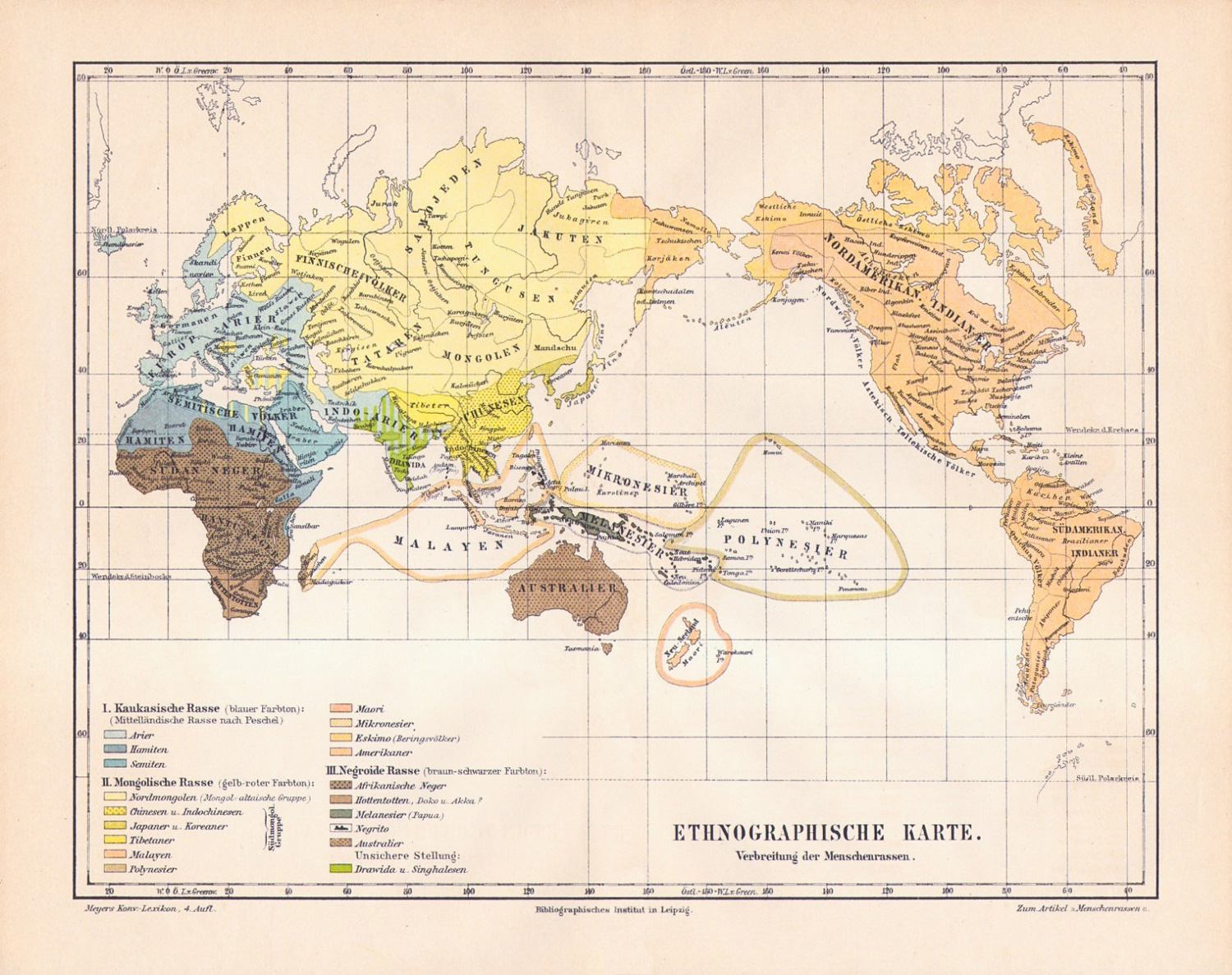
As "três grandes raças" segundo Meyers Konversations-Lexikon de 1885–90.
Os subtipos são:
- Mongolóide, em tons de amarelo e laranja
- Caucasóide, em tons de cinza e azul
- Negróide, em tons de marrom
- Dravidianos e cingaleses, em verde oliva e sua classificação é descrita como incerta
A raça mongolóide tem a mais ampla distribuição geográfica, incluindo todas as Américas, Norte da Ásia, Leste da Ásia, Sudeste Asiático, e todo o habitado Ártico como bem como a maior parte da Ásia Central e das Ilhas do Pacífico.

Os grupos de humanos sempre se identificaram como distintos dos grupos vizinhos, mas tais diferenças nem sempre foram entendidas como naturais, imutáveis e globais. Desta forma, a ideia de raça tal como a entendemos hoje surgiu durante o processo histórico de exploração e conquista que colocou os europeus em contato com grupos de diferentes continentes, e da ideologia da classificação e tipologia encontrada nas ciências naturais.  O termo raça foi frequentemente usado em um sentido taxonômico biológico geral, a partir do século XIX, para denotar populações humanas geneticamente diferenciadas definidas pelo fenótipo.
O conceito moderno de raça surgiu como produto dos impérios coloniais das potências europeias dos séculos XVI a XVIII, que identificavam as raças pela cor da pele e por diferenças físicas. A autora Rebecca F. Kennedy argumenta que os gregos e romanos antigos teriam achado tais conceitos confusos em relação aos seus próprios sistemas de classificação de pessoas. De acordo com Bancel et al., o momento epistemológico em que o conceito moderno de raça foi inventado e racionalizado situa-se entre 1730 e 1790.

### Colonialismo

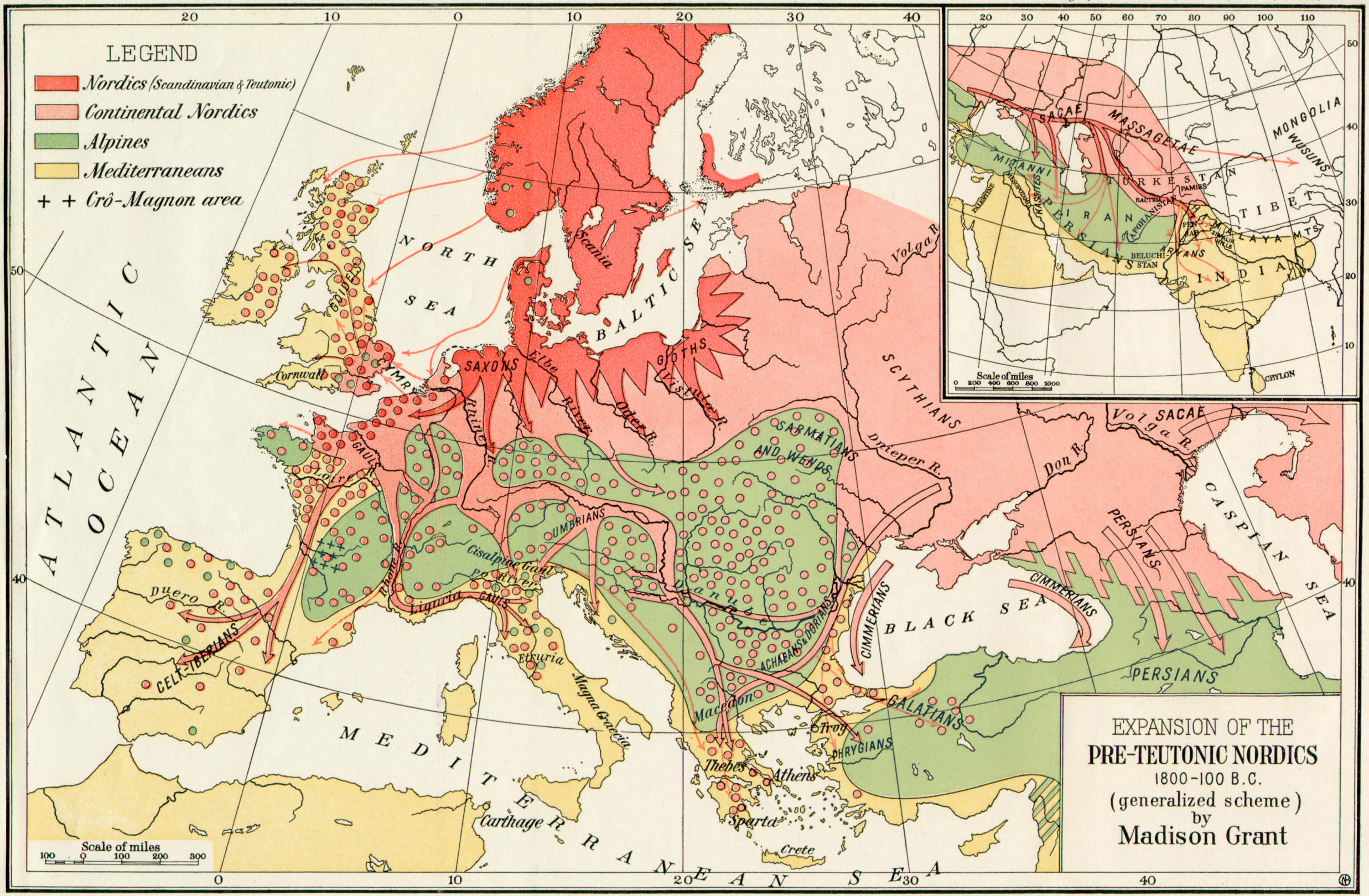
A subdivisão racial da Europa em nórdicos, alpinos e mediterrâneos, segundo a desacreditada teoria eugenista de Madison Grant, no livro The Passing of the Great Race (1916).

Smedley e Marks argumentam o conceito europeu de "raças humanas", juntamente com muitas das ideias agora associadas ao termo, surgiu na época da Revolução Científica, que introduziu e privilegiou o estudo das espécies naturais, e na era do imperialismo europeu e da colonização que estabeleceu relações políticas entre europeus e povos com tradições culturais e políticas distintas.  À medida que os europeus encontravam pessoas de diferentes partes do mundo, especulavam sobre as diferenças físicas, sociais e culturais entre os vários grupos humanos. A ascensão do comércio de escravos no Atlântico criou um incentivo adicional para categorizar grupos humanos, a fim de justificar a subordinação dos escravos africanos.
Com base em fontes da antiguidade clássica e em suas próprias interações internas – por exemplo, a hostilidade entre ingleses e irlandeses influenciou fortemente o pensamento europeu inicial sobre as diferenças entre as pessoas – os europeus começaram a classificar-se a si mesmos e aos outros em grupos com base na aparência física e a atribuir aos indivíduos pertencentes a esses grupos comportamentos e capacidades que se afirmavam estarem profundamente enraizados e fixas. Um conjunto de crenças populares se consolidou e vinculou diferenças físicas herdadas entre grupos a qualidades intelectuais, comportamentais e morais herdadas. Ideias semelhantes podem ser encontradas em outras culturas, por exemplo na China, onde um conceito frequentemente traduzido como "raça" foi associado a uma suposta descendência comum do Imperador Amarelo e é usado para enfatizar a unidade de grupos étnicos chineses. Conflitos brutais entre diferentes etnias existiram ao longo da história e em todo o mundo.

### Modelos taxonômicos iniciais
A primeira classificação pós-greco-romana de "raças humanas" que se tem registro é a obra Nouvelle division de la terre par les différents espèces ou races qui l'habitent ("Nova divisão da Terra pelas diferentes espécies ou raças que a habitam") de François Bernier, publicada em 1684. No século XVIII, as diferenças entre os grupos populacionais humanos tornaram-se um foco de investigação científica. No entanto, a classificação científica da variação fenotípica foi frequentemente associada a ideias racistas sobre predisposições inatas de diferentes grupos, atribuindo sempre as características mais desejáveis à raça branca europeia e organizando as outras raças ao longo de um continuum de atributos progressivamente indesejáveis. A classificação de 1735 de Carl Linnaeus, inventor da taxonomia zoológica, dividiu a espécie humana Homo sapiens em variedades continentais, como europaeus, asiaticus, americanus e afer, cada uma associada a um humor diferente: sanguíneo, melancólico, colérico e fleumático, respectivamente. O Homo sapiens europaeus era descrito como ativo, perspicaz e aventureiro, enquanto o Homo sapiens afer era considerado astuto, preguiçoso e descuidado.
O tratado de 1775 intitulado "As variedades naturais da humanidade", de Johann Friedrich Blumenbach, propôs cinco divisões raciais principais: caucasóide, mongolóide, etíope (mais tarde denominada negroide), indígena americana e malaia, mas não sugeriu qualquer tipo de hierarquia entre elas. Blumenbach também notou a transição gradativa nas aparências de um grupo para grupos adjacentes e sugeriu que "uma variedade da humanidade passa de forma tão sensata para a outra, que não é possível delimitar os limites entre eles".
Dos séculos XVII ao XIX, a fusão das crenças populares com explicações científicas produziu o que Smedley chamou de "ideologia da raça". Segundo esta ideologia, as raças são primordiais, naturais, duradouras e distintas. Argumentou-se ainda que alguns grupos podem ser o resultado da mistura entre populações anteriormente diferentes, mas que um estudo cuidadoso poderia distinguir as raças ancestrais que se combinaram para produzir grupos mestiços. Classificações influentes subsequentes de Georges Buffon, Petrus Camper e Christoph Meiners classificaram os "negros" como inferiores aos europeus. Nos Estados Unidos, as teorias raciais de Thomas Jefferson eram influentes. Apesar de descrever os nativos americanos como iguais aos brancos, ele considerava os africanos como inferiores aos brancos, especialmente no que diz respeito ao seu intelecto, e imbuídos de apetites sexuais não naturais.

### Poligenismovsmonogenismo
Nas últimas duas décadas do século XVIII, a teoria do poligenismo, a crença de que diferentes raças evoluíram separadamente em cada continente e não compartilharam nenhum ancestral comum, era defendida na Inglaterra pelo historiador Edward Long e pelo anatomista Charles White, na Alemanha pelos etnógrafos Christoph Meiners e Georg Forster, na França por Julien-Joseph Virey e nos Estados Unidos por Samuel George Morton, Josiah Nott e Louis Agassiz. O poligenismo foi popular e mais difundido no século XIX, culminando com a fundação da Sociedade Antropológica de Londres (1863), que, durante o período da Guerra Civil Americana, rompeu com a Sociedade Etnológica de Londres e sua postura monogênica por conta da chamada "questão negra": uma visão racista substancial por parte da primeira e uma visão mais liberal sobre raça por parte do última.

## Ciência moderna

### Modelos de evolução humana
Atualmente, todos os humanos são classificados como pertencentes à espécie Homo sapiens. No entanto, esta não é a primeira espécie de hominídeos: a primeira espécie do gênero Homo, o Homo habilis, evoluiu na África Oriental há pelo menos 2 milhões de anos e membros desta espécie povoaram diferentes partes da África num tempo relativamente curto. O Homo erectus evoluiu há mais de 1,8 milhão de anos e, há 1,5 milhão de anos, já havia se espalhado pela Europa e pela Ásia. Praticamente todos os antropólogos físicos concordam que o Homo sapiens arcaico (um grupo que inclui as possíveis espécies H. heidelbergensis, H. rhodesiensis e H. neanderthalensis) evoluiu a partir do H. erectus africano (sensu lato) ou do H. ergaster. Os antropólogos apoiam a ideia de que os humanos anatomicamente modernos (Homo sapiens) evoluíram no Norte ou no Leste da África a partir de uma espécie humana arcaica como o H. heidelbergensis e depois migraram para fora da África, misturando-se e substituindo as populações de H. heidelbergensis e H. neanderthalensis em toda a Europa e Ásia e populações de H. rhodesiensis na África Subsaariana (uma combinação dos modelos da origem única e multirregional). 

### Classificação biológica
No início do século XX, muitos antropólogos ensinavam que o conceito de raça era um fenômeno inteiramente biológico e fundamental para o comportamento e a identidade de uma pessoa, uma posição comumente chamada de essencialismo racial. Isto, juntamente com a crença de que grupos linguísticos, culturais e sociais existiam fundamentalmente de acordo com linhas raciais, formaram a base do que atualmente é chamado de racismo científico. Após o programa de eugenia nazista durante a Segunda Guerra Mundial, juntamente com a ascensão dos movimentos anticoloniais no pós-guerra, o essencialismo racial perdeu popularidade. Novos estudos sobre a cultura e o incipiente campo da genética populacional minaram a posição científica do essencialismo racial, levando os antropólogos raciais a rever as suas conclusões sobre as fontes da variação fenotípica. Um número significativo de antropólogos e biólogos modernos ocidentais passou a ver o conceito de "raças humanas" como uma designação genética ou biológica inválida.
Os primeiros a desafiar o conceito de raça em bases empíricas foram os antropólogos Franz Boas, que forneceu evidências da plasticidade fenotípica devido a fatores ambientais, e Ashley Montagu, que se baseou em evidências genéticas. O biólogo estadunidense E. O. Wilson também desafiou o conceito da perspectiva da sistemática geral dos animais e rejeitou ainda a afirmação de que “raças” eram equivalentes a “subespécies”.
A variação genética humana é predominantemente entre as "raças", contínua e de estrutura complexa, o que é inconsistente com o conceito de "raças humanas genéticas". De acordo com o antropólogo biológico Jonathan Marks,

Na década de 1970, tornou-se claro que (1) a maioria das diferenças humanas eram culturais; (2) o que não era cultural era principalmente polimórfico – isto é, encontrado em diversos grupos de pessoas em diferentes frequências; (3) o que não era cultural ou polimórfico era principalmente clinal – isto é, gradualmente variável ao longo da geografia; e (4) o que restou – o componente da diversidade humana que não era cultural, polimórfico ou clinal – era muito pequeno.

Consequentemente, desenvolveu-se um consenso entre antropólogos e geneticistas de que a raça tal como a geração anterior a conhecia – como conjuntos genéticos amplamente discretos e geograficamente distintos – não existia.

#### Subespécies
O termo raça em biologia é ambíguo e geralmente usado como sinônimo de subespécie. (Para os animais, a única unidade taxonômica abaixo do nível de espécie é geralmente a subespécie; existem classificações infraespecíficas mais estreitas na botânica, mas raça não corresponde diretamente a nenhuma delas.) Tradicionalmente, as subespécies são vistas como populações geograficamente isoladas e geneticamente diferenciadas. Estudos de variação genética humana mostram que as populações humanas não estão geograficamente isoladas e suas diferenças genéticas são muito menores do que entre subespécies encontradas em outras espécies.
Em 1978, Sewall Wright sugeriu que as populações humanas que há muito habitam partes separadas do mundo deveriam, em geral, ser consideradas subespécies diferentes. Wright argumentou: "Não é necessário um antropólogo treinado para classificar uma série de ingleses, africanos ocidentais e chineses com 100% de precisão por características, cor da pele e tipo de cabelo, apesar de tanta variabilidade dentro de cada um desses grupos que cada indivíduo pode ser facilmente distinguido de todos os outros."  Embora na prática as subespécies sejam frequentemente definidas pela aparência física facilmente observável (fenótipo), não há necessariamente qualquer significado evolutivo para estas diferenças observadas, pelo que esta forma de classificação tornou-se menos aceitável para os biólogos evolucionistas. Da mesma forma, esta abordagem tipológica da raça é geralmente considerada desacreditada por biólogos e antropólogos.

#### Populações ancestralmente diferenciadas (clados)
Em 2000, o filósofo Robin Andreasen propôs que a cladística poderia ser usada para categorizar biologicamente as raças humanas. Andreasen citou diagramas de árvore de distâncias genéticas relativas entre populações publicados pelo geneticista italiano Luigi Cavalli-Sforza como base para uma árvore filogenética de raças humanas (p. 661). Em 2008, o antropólogo biológico Jonathan Marks respondeu argumentando que Andreasen havia interpretado mal a literatura genética: "Essas árvores são fenéticas (baseadas na semelhança), em vez de cladísticas (baseadas na descendência monofilética, ou seja, de uma série de ancestrais únicos)." O biólogo evolucionista Alan Templeton (2013) argumentou que múltiplas linhas de evidência falsificam a ideia de uma estrutura filogenética para a diversidade genética humana e confirmam a presença de fluxo gênico entre as populações. Marks, Templeton e Cavalli-Sforza concluem que o campo da genética não fornece evidências de que existem "raças humanas".
Em 1995, os antropólogos Lieberman e Jackson também criticaram o uso da cladística para apoiar conceitos de raça e argumentaram que “os proponentes moleculares e bioquímicos deste modelo usam explicitamente categorias raciais”. Por exemplo, os grandes e altamente diversos grupos macroétnicos de indianos orientais, norte-africanos e europeus seriam presumivelmente agrupados como caucasianos antes da análise da sua variação de DNA. Eles argumentaram que este agrupamento a priori limita e distorce as interpretações, obscurece outras relações de linhagem, não enfatiza o impacto de fatores ambientais clinais mais imediatos na diversidade genômica e pode obscurecer nossa compreensão dos verdadeiros padrões de afinidade.

#### Clinas
O antropólogo estadunidense C. Loring Brace trouxe uma inovação crucial na reconceitualização da variação genotípica e fenotípica ao observar que tais variações, na medida em que são afetadas pela seleção natural, migração lenta ou deriva genética, são distribuídas ao longo de gradações geográficas ou clinas. Por exemplo, com relação à cor da pele na Europa e na África, Brace afirma:

Até hoje, a cor da pele varia por meios imperceptíveis desde a Europa em direção ao sul, ao redor da extremidade oriental do Mediterrâneo e subindo o Nilo até a África. De um extremo ao outro desta faixa, não há indícios de um limite de cor de pele e, ainda assim, o espectro vai desde o mais claro do mundo, no extremo norte, até o mais escuro possível para os humanos no equador.
Em parte, isto se deve ao isolamento por distância. Este ponto chamou a atenção para um problema comum às descrições raciais baseadas em fenótipos (por exemplo, aquelas baseadas na textura do cabelo e na cor da pele): elas ignoram uma série de outras semelhanças e diferenças (por exemplo, tipo sanguíneo) que não se correlacionam com marcadores raciais tradicionais.
Em uma resposta a Livingstone, Theodosius Dobzhansky afirmou que quando se fala de raça deve-se estar atento à forma como o termo está a ser usado. Ele argumentou que se poderia usar o termo raça se se distinguisse entre "diferenças raciais" e "o conceito de raça". O primeiro refere-se a qualquer distinção nas frequências genéticas entre populações; o último é "uma questão de julgamento". Ele observou ainda que mesmo quando há variação clinal: “As diferenças raciais são fenômenos biológicos objetivamente determináveis ... mas isso não significa que populações racialmente distintas devam receber rótulos raciais (ou subespecíficos)."[1] Em suma, Livingstone e Dobzhansky concordam que existem diferenças genéticas entre os seres humanos e que o uso do conceito de raça para classificar as pessoas é uma questão de convenção social. Eles divergem, porém, sobre se o conceito de raça continua a ser uma convenção social contemporânea significativa e útil.
Em 1964, os biólogos Paul Ehrlich e Holm apontaram casos em que duas ou mais clinas estão distribuídas de forma discordante – por exemplo, a melanina é distribuída em um padrão decrescente a partir do equador, seja em direção ao norte ou ao sul; as frequências do haplótipo da hemoglobina beta-S, por outro lado, irradiam para fora de pontos geográficos específicos na África. Como observaram os antropólogos Leonard Lieberman e Fatimah Linda Jackson: “Padrões discordantes de heterogeneidade falsificam qualquer descrição de uma população como se ela fosse genotipicamente ou mesmo fenotipicamente homogênea”.
Uma mutação que clareia a pele, que se estima ter ocorrido entre 20 mil e 50 mil anos atrás, é parcialmente responsável pelo aparecimento de pele clara em pessoas que migraram da África em direção ao norte, para o que hoje é a Europa. Os asiáticos orientais devem sua pele relativamente clara a diferentes mutações. Por outro lado, quanto maior o número de traços (ou alelos) considerados, mais subdivisões da humanidade são detectadas, uma vez que traços e frequências genéticas nem sempre correspondem à mesma localização geográfica. Ou como dizem Ossorio & Duster (2005):

Os antropólogos descobriram há muito tempo que as características físicas dos humanos variam gradualmente, sendo os grupos que são vizinhos geográficos próximos mais semelhantes do que os grupos que estão geograficamente separados. Este padrão de variação, conhecido como variação clinal, também é observado para muitos alelos que variam de um grupo humano para outro. Outra observação é que características ou alelos que variam de um grupo para outro não variam na mesma proporção. Esse padrão é conhecido como variação não concordante. Como a variação das características físicas é clinal e não concordante, os antropólogos do final do século XIX e início do século XX descobriram que quanto mais características e mais grupos humanos mediam, menos diferenças observavam entre as raças e mais categorias tinham de criar para classificar os seres humanos. O número de raças observadas expandiu-se para as décadas de 1930 e 1950 e, eventualmente, os antropólogos concluíram que não havia raças distintas. Pesquisadores biomédicos dos séculos XX e XXI descobriram esta mesma característica ao avaliar a variação humana no nível de alelos e frequências alélicas. A natureza não criou quatro ou cinco grupos genéticos distintos e não sobrepostos de pessoas.

#### Populações geneticamente diferenciadas
Outra forma de observar as diferenças entre populações é medir as diferenças genéticas em vez das diferenças físicas. No começo do século XX, o antropólogo William C. Boyd definiu raça como: "Uma população que difere significativamente de outras populações no que diz respeito à frequência de um ou mais dos genes que possui". Leonard Lieberman e Rodney Kirk apontaram que "a maior fraqueza desta afirmação é que se um gene pode distinguir raças, então o número de raças é tão numeroso quanto o número de casais humanos se reproduzindo". Além disso, o antropólogo Stephen Molnar sugeriu que a discordância de clinas resulta inevitavelmente em uma multiplicação de raças que torna o próprio conceito inútil. O Projeto Genoma Humano afirma que "pessoas que viveram na mesma região geográfica por muitas gerações podem ter alguns alelos em comum, mas nenhum alelo será encontrado em todos os membros de uma mesma população e em nenhum membro de qualquer outra." Massimo Pigliucci e Jonathan Kaplan argumentam que as raças humanas existem e que correspondem à classificação genética dos ecótipos, mas que as raças humanas reais não correspondem muito, se é que correspondem, às categorias raciais populares. Em contraste, Walsh & Yun revisaram a literatura em 2011 e relataram: "Estudos genéticos usando muito poucos lócus cromossômicos descobrem que os polimorfismos genéticos dividem as populações humanas em grupos com quase 100% de precisão e que correspondem às categorias antropológicas tradicionais".
Alguns biólogos argumentam que as categorias raciais se correlacionam com características biológicas (por exemplo, fenótipos), e que certos marcadores genéticos têm frequências variadas entre as populações humanas, alguns dos quais correspondem mais ou menos a agrupamentos raciais tradicionais.

##### Distribuição da variação genética
A distribuição de variantes genéticas dentro e entre as populações humanas é impossível de descrever sucintamente devido à dificuldade de definir uma população, à natureza clinal da variação e à heterogeneidade em todo o genoma (Long e Kittles 2003). Em geral, porém, existe uma média de 85% de variação genética estatística dentro das populações humanas locais, ≈7% entre populações locais dentro do mesmo continente e ≈8% entre grandes grupos que vivem em continentes diferentes. A recente teoria da origem africana para os seres humanos previa que na África existiria muito mais diversidade do que em outros lugares e que a diversidade deveria diminuir à medida que uma população amostrada fica mais distante de lá. Assim, o valor médio de 85% é enganador: Long e Kittles concluem que, em vez de 85% da diversidade genética humana existente em todas as populações humanas, cerca de 100% da diversidade humana existe numa única população africana, enquanto apenas cerca de 60% da diversidade genética humana existe na população menos diversa que analisaram (os suruís, uma população derivada da Nova Guiné).  A análise estatística que leva em conta esta diferença confirma descobertas anteriores de que "as classificações raciais ocidentais não têm significado taxonômico".

##### Análise de cluster
Um estudo de 2002 sobre lócus genéticos bialélicos aleatórios encontrou pouca ou nenhuma evidência de que os humanos modernos são divididos em grupos biológicos distintos.
Em seu artigo de 2003, intitulado "Diversidade genética humana: a falácia de Lewontin", o geneticista e biólogo evolucionista britânico A. W. F. Edwards argumentou que, em vez de usar uma análise de variação lócus por lócus para derivar a taxonomia, é possível construir um sistema de classificação humana baseado em padrões genéticos característicos, ou "clusters inferidos a partir de dados genéticos multilócus".  Desde então, estudos humanos com base geográfica mostraram que tais agrupamentos genéticos podem ser derivados da análise de um grande número de lócus que pode classificar indivíduos amostrados em grupos análogos aos grupos raciais continentais tradicionais. Joanna Mountain e Neil Risch alertaram que, embora um dia se possa demonstrar que os agrupamentos genéticos correspondem a variações fenotípicas entre grupos, tais suposições eram prematuras, uma vez que a relação entre genes e características complexas permanece pouco compreendida pela ciência. No entanto, Risch negou que tais limitações tornem a análise inútil: "Talvez apenas usar o ano de nascimento real de alguém não seja uma boa maneira de medir a idade. Isso significa que devemos descartá-la? ... Qualquer categoria que você criar será imperfeita, mas isso não impede que você a use ou que tenha utilidade".
Witherspoon et al. (2007) argumentaram que mesmo quando os indivíduos podem ser atribuídos de forma confiável a grupos populacionais específicos, ainda pode ser possível que dois indivíduos escolhidos aleatoriamente de diferentes populações/grupos sejam mais semelhantes entre si do que a um membro escolhido aleatoriamente de seu próprio grupo. Eles descobriram que muitos milhares de marcadores genéticos tiveram que ser usados para responder "nunca" à pergunta "Com que frequência um par de indivíduos de uma população é geneticamente mais diferente do que dois indivíduos escolhidos de duas populações diferentes?". Isto pressupôs três grupos populacionais separados por grandes áreas geográficas (Europa, África e Leste Asiático). Toda a população mundial é muito mais complexa e estudar um número crescente de grupos exigiria um número crescente de marcadores para a mesma resposta. Os autores concluem que "deve-se ter cautela ao usar a ancestralidade geográfica ou genética para fazer inferências sobre fenótipos individuais". Witherspoon, et al. concluiu: "O fato de que, com dados genéticos suficientes, os indivíduos podem ser corretamente atribuídos às suas populações de origem é compatível com a observação de que a maior parte da variação genética humana é encontrada dentro das populações, e não entre elas. Também é compatível com a nossa descoberta de que, mesmo quando as populações mais distintas são consideradas e centenas de lócus são usados, os indivíduos são frequentemente mais semelhantes aos membros de outras populações do que aos membros da sua própria população."
Antropólogos como C. Loring Brace, os filósofos Jonathan Kaplan e Rasmus Winther, e o geneticista Joseph Graves, argumentaram que a estrutura de agrupamento de dados genéticos é dependente das hipóteses iniciais do pesquisador e da influência dessas hipóteses na escolha das populações a serem amostradas. Quando se amostra grupos continentais, os clusters tornam-se continentais, mas se tivéssemos escolhido outros padrões de amostragem, o cluster seria diferente. Weiss e Fullerton notaram que se alguém amostrasse apenas islandeses, maias e maoris, três agrupamentos distintos se formariam e todas as outras populações poderiam ser descritas como sendo clinicamente compostas por misturas de materiais genéticos maori, islandeses e maias. Kaplan e Winther argumentam, portanto, que, vistos desta forma, tanto Lewontin como Edwards estão certos nos seus argumentos. Eles concluem que, embora os grupos raciais sejam caracterizados por diferentes frequências alélicas, isso não significa que a classificação racial seja uma taxonomia natural da espécie humana, porque vários outros padrões genéticos podem ser encontrados em populações humanas que atravessam distinções raciais. Na visão de Kaplan e Winther, os agrupamentos raciais são construções sociais objetivas (ver Mills 1998) que têm realidade biológica convencional apenas na medida em que as categorias são escolhidas e construídas por razões científicas pragmáticas. Em trabalhos anteriores, Winther identificou “particionamento de diversidade” e “análise de agrupamento” como duas metodologias separadas, com questões, suposições e protocolos distintos. Cada um também está associado a consequências ontológicas opostas em relação à metafísica da raça. A filósofa Lisa Gannett argumentou que a ancestralidade biogeográfica, um conceito desenvolvido por Mark Shriver e Tony Frudakis, não é uma medida objetiva dos aspectos biológicos de raça como Shriver e Frudakis afirmam que é. Ela argumenta que, na verdade, é apenas uma "categoria local moldada pelo contexto norte-americano de sua produção, especialmente o objetivo forense de ser capaz de prever a raça ou etnia de um suspeito desconhecido com base no DNA encontrado na cena do crime".

##### Clinas e clusters em variação genética
Estudos recentes de agrupamento genético humano incluíram um debate sobre como a variação genética é organizada, com agrupamentos e clinas como as principais ordenações possíveis. Serre & Pääbo (2004) defenderam uma leve variação genética clinal em populações ancestrais, mesmo em regiões anteriormente consideradas racialmente homogêneas. Rosenberg et al. (2005) contestaram isso e ofereceram uma análise do Painel de Diversidade Genética Humana mostrando que havia pequenas descontinuidades na variação genética para populações ancestrais na localização de barreiras geográficas, como o deserto do Saara, os oceanos e a cordilheira dos Himalaias. No entanto, Rosenberg et al. (2005) afirmaram que as suas descobertas "não devem ser tomadas como evidência do nosso apoio a qualquer conceito particular de raça biológica ... As diferenças genéticas entre as populações humanas derivam principalmente de gradações nas frequências alélicas, e não de genótipos 'diagnósticos' distintos." Usando uma amostra de 40 populações distribuídas aproximadamente uniformemente pela superfície terrestre da Terra, Xing & et al. (2010) descobriram que “a diversidade genética é distribuída em um padrão mais clinal quando mais populações geograficamente intermediárias são amostradas”.
Guido Barbujani escreveu que a variação genética humana é geralmente distribuída continuamente em gradientes em grande parte do planeta Terra e que não há evidências de que existam fronteiras genéticas entre as populações humanas como seria necessário para a existência de raças humanas distintas. Ao longo do tempo, a variação genética humana formou uma estrutura aninhada que é inconsistente com o conceito de "raças humanas" que teriam evoluído independentemente umas das outras.

### Construções sociais
À medida que os antropólogos e outros cientistas evolucionistas se afastaram da linguagem da raça para o termo população para falar sobre diferenças genéticas, os historiadores, os antropólogos culturais e outros cientistas sociais reconceituaram o termo "raça" como uma categoria ou identidade cultural, ou seja, uma entre muitas maneiras possíveis pelas quais uma sociedade escolhe dividir seus membros em categorias. Craig Venter e Francis Collins, dos Institutos Nacionais da Saúde dos Estados Unidos, anunciaram conjuntamente o mapeamento do genoma humano em 2000. Ao examinar os dados do mapeamento do genoma, Venter percebeu que embora a variação genética dentro da espécie humana seja da ordem de 1–3% (em vez do 1% anteriormente assumido), os tipos de variações não suportam a noção de raças geneticamente definidas. Venter disse: "Raça é um conceito social. Não é científico. Não há linhas claras (que se destacariam), se pudéssemos comparar todos os genomas sequenciados de todas as pessoas do planeta. ... Quando tentamos aplicar a ciência para tentar resolver essas diferenças sociais, tudo desmorona".
O antropólogo Stephan Palmié argumentou que raça “não é uma coisa, mas uma relação social”; ou, nas palavras de Katya Gibel Mevorach, "uma metonímia", "uma invenção humana cujos critérios de diferenciação não são universais nem fixos, mas sempre foram usados para administrar a diferença".  Imani Perry argumentou que o conceito de "raças humanas" "é produzido por arranjos sociais e pela tomada de decisões políticas". Da mesma forma, Racial Culture: A Critique (2005), Richard T. Ford argumentou que embora "não haja correspondência necessária entre a identidade atribuída à raça e a cultura ou senso pessoal de si mesmo" e "a diferença de grupo não é intrínseca a membros de grupos sociais, mas antes dependentes das práticas sociais de identificação de grupo", as práticas sociais da política identitária podem coagir os indivíduos à promulgação "obrigatória" de "roteiros raciais pré-escritos".

#### Brasil

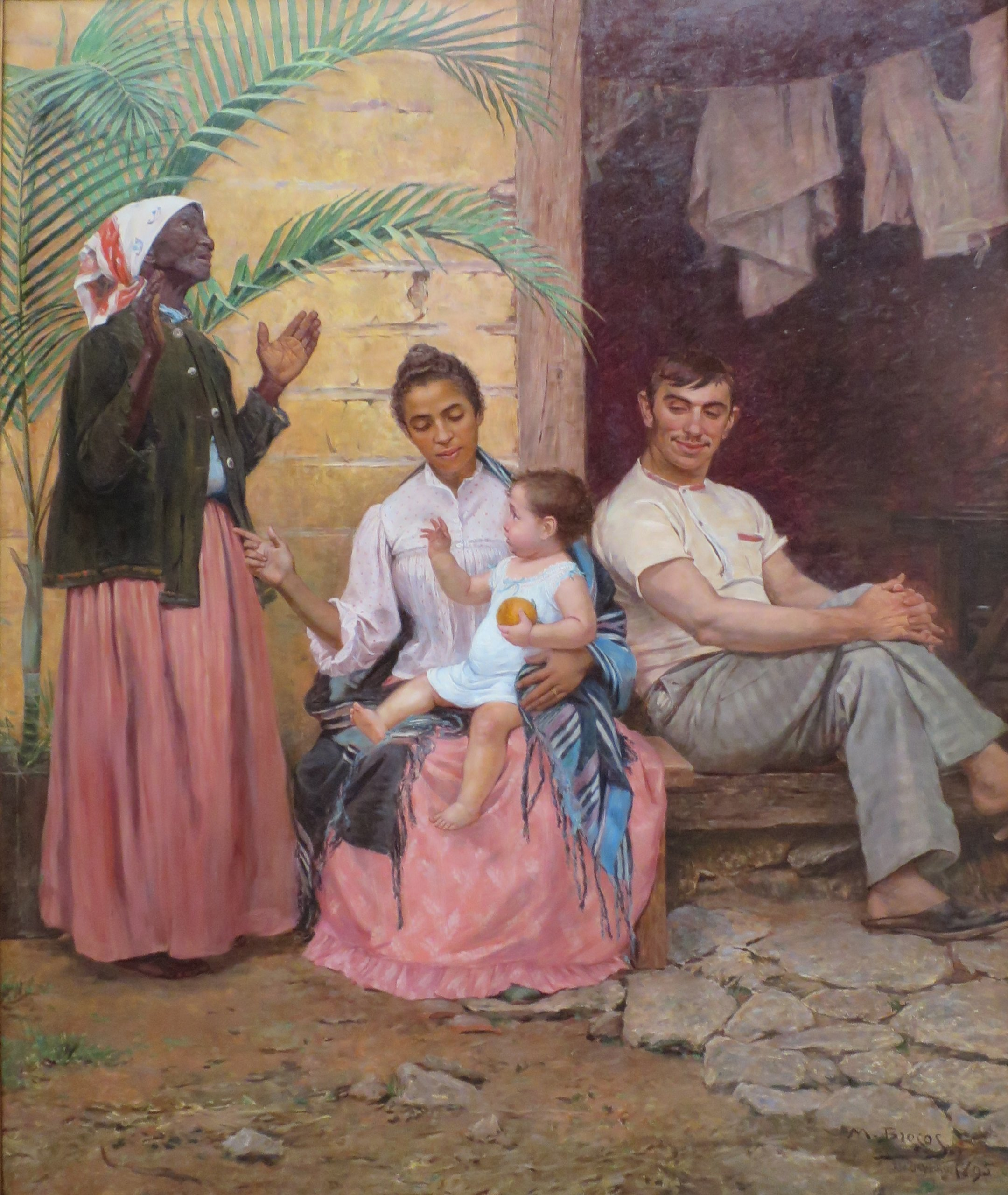
Retrato Redenção de Cam (1895), mostrando uma família brasileira tornando-se "mais branca" a cada geração

Comparado aos Estados Unidos do século XIX, o Brasil do século XX foi caracterizado por uma aparente ausência relativa de grupos raciais rigidamente definidos. Segundo o antropólogo Marvin Harris, esse padrão reflete história e relações sociais diferentes entre os países. A raça no Brasil foi "biologizada", mas de uma forma que reconheceu a diferença entre ancestralidade (que determina o genótipo) e diferenças fenotípicas. No Brasil, a identidade racial não era governada por regras de descendência rígidas, como a regra de uma gota, como era nos Estados Unidos. Uma criança brasileira nunca foi automaticamente identificada com o tipo racial de um ou de ambos os pais, nem houve apenas um número muito limitado de categorias para escolher, na medida em que irmãos podem pertencer a diferentes grupos raciais.
Várias categorias raciais seriam reconhecidas em conformidade com todas as combinações possíveis de cor e textura do cabelo, cor dos olhos e cor da pele. Ou seja, raça se referia preferencialmente à aparência, não à hereditariedade, e a aparência é um mau indício de ancestralidade, porque apenas alguns genes são responsáveis pela cor e características da pele de alguém: uma pessoa considerada branca pode ter mais ascendência africana do que uma pessoa que é considerado negra, e o inverso também pode ser verdadeiro em relação à ascendência europeia. A complexidade das classificações raciais no Brasil reflete a extensão da mistura genética na sociedade brasileira, uma sociedade que permanece altamente, mas não estritamente, estratificada em linhas de cor. Esses fatores socioeconômicos também são significativos para os limites das linhas raciais, porque uma minoria de pardos provavelmente começará a se declarar branca ou negra se for algo socialmente ascendente e a ser vista como relativamente "mais branca" conforme aumenta o status social (assim como em outras regiões da América Latina).
| Grupos étnicos no Brasil (1872 e 1890) | Grupos étnicos no Brasil (1872 e 1890) | Grupos étnicos no Brasil (1872 e 1890) | Grupos étnicos no Brasil (1872 e 1890) | Grupos étnicos no Brasil (1872 e 1890) | Grupos étnicos no Brasil (1872 e 1890) |
| Anos                                   | brancos                                | multirracial                           | negros                                 | índios                                 | Total                                  |
| -------------------------------------- | -------------------------------------- | -------------------------------------- | -------------------------------------- | -------------------------------------- | -------------------------------------- |
| 1872                                   | 38,1%                                  | 38,3%                                  | 19,7%                                  | 3,9%                                   | 100%                                   |
| 1890                                   | 44,0%                                  | 32,4%                                  | 14,6%                                  | 9%                                     | 100%                                   |

Das últimas décadas do Império até a década de 1950, a proporção da população branca aumentou significativamente. O Brasil acolheu 5,5 milhões de imigrantes europeus entre 1821 e 1932, não muito atrás de sua vizinha Argentina com 6,4 milhões, e recebeu mais imigrantes europeus em sua história colonial do que os Estados Unidos. Entre 1500 e 1760, 700 mil europeus se estabeleceram no Brasil, enquanto 530 mil europeus se estabeleceram nos Estados Unidos pelo mesmo período.

#### União Europeia
A União Europeia utiliza os termos origem racial e origem étnica como sinônimos nos seus documentos e segundo ela “a utilização do termo 'origem racial' nesta diretiva não implica uma aceitação de tais teorias [raciais]”. Haney López alerta que usar “raça” como categoria dentro da lei tende a legitimar sua existência no imaginário popular. No contexto geográfico diversificado da Europa, a etnicidade e a origem étnica são indiscutivelmente mais ressonantes e menos sobrecarregadas pela bagagem ideológica associada ao termo “raça”. No contexto europeu, a ressonância histórica da “raça” sublinha a sua natureza problemática. Em alguns países, está fortemente associada às leis promulgadas pelos governos nazistas e fascistas na Europa durante as décadas de 1930 e 1940. Na verdade, em 1996, o Parlamento Europeu adotou uma resolução afirmando que “o termo deveria, portanto, ser evitado em todos os textos oficiais”.
O conceito de origem racial baseia-se na noção de que os seres humanos podem ser separados em "raças" biologicamente distintas, ideia geralmente rejeitada pela comunidade científica. Dado que todos os seres humanos pertencem à mesma espécie, a Comissão Europeia contra o Racismo e a Intolerância rejeita teorias baseadas na existência de diferentes “raças humanas”. No entanto, na sua recomendação, utiliza este termo para garantir que as pessoas que são geralmente e erroneamente consideradas como pertencentes a "outra raça" não sejam excluídas da proteção prevista pela legislação. A lei pretende rejeitar a existência de “raça”, mas penaliza as situações em que alguém é tratado de forma menos favorável por este motivo.

#### Estados Unidos
Os imigrantes que foram para os Estados Unidos vieram de todas as regiões da Europa, África e Ásia e misturaram-se entre si e com os habitantes indígenas do continente. Nos Estados Unidos, a maioria das pessoas que se identificam como afro-americanas têm alguns ancestrais europeus, enquanto muitas pessoas que se identificam como euro-americanas têm alguns ancestrais africanos ou ameríndios. Desde o início da história dos Estados Unidos, os ameríndios, os afro-americanos e os europeus-americanos foram classificados como pertencentes a raças diferentes. Os esforços para rastrear a mistura entre grupos levaram a uma proliferação de categorias, como mulato e octoroon. Os critérios para adesão a estas raças divergiram no final do século XIX. Durante a era da Reconstrução, um número crescente de estadunidenses começou a considerar negro qualquer pessoa com "uma gota" de "sangue negro" conhecido, independentemente da aparência. No início do século XX, essa noção tornou-se obrigatória em muitos estados. Os ameríndios continuam a ser definidos por uma certa porcentagem de “sangue índio”. Para ser considerado branco era preciso ter uma ancestralidade branca "pura". A regra de "uma gota" ou regra hipodescente refere-se à convenção de definir uma pessoa como racialmente negra se ela tiver alguma ascendência africana conhecida. Esta regra significava que aqueles que eram mestiços, mas com alguma ascendência africana discernível, eram definidos como negros. A regra da gota única é específica não apenas para aqueles com ascendência africana, mas também para os Estados Unidos, tornando-a uma experiência particularmente afro-americana.
Os censos decenais realizados desde 1790 nos Estados Unidos criaram um incentivo adicional para estabelecer categorias raciais e enquadrar as pessoas dentro delas. O termo "hispânico" como etnônimo surgiu no século XX com o aumento da migração de trabalhadores dos países de língua espanhola da América Latina para os Estados Unidos. Hoje, a palavra “latino” é frequentemente usada como sinônimo de “hispânico”. As definições de ambos os termos não são raciais e incluem pessoas que se consideram de raças distintas (negros, brancos, ameríndios, asiáticos e grupos mistos). No entanto, existe um equívoco comum nos Estados Unidos de que os termos hispânico/latino definem uma raça.

## Disciplinas acadêmicas

### Antropologia
O conceito de classificação racial na antropologia física perdeu credibilidade por volta da década de 1960 e agora é considerado insustentável. Uma declaração de 2019 da Associação Americana de Antropólogos Físicos declara:

O termo raça não fornece uma representação precisa da variação biológica humana. Não era preciso no passado e permanece impreciso quando se refere às populações humanas contemporâneas. Os seres humanos não estão divididos biologicamente em tipos continentais ou grupos genéticos raciais distintos. Em vez disso, o conceito ocidental de raça deve ser entendido como um sistema de classificação que emergiu em apoio ao colonialismo, à opressão e à discriminação europeias.
Wagner et al. (2017) pesquisaram as opiniões de 3.286 antropólogos estadunidenses sobre raça e genética, incluindo antropólogos culturais e biológicos. Eles encontraram um consenso entre eles de que não existem raças biológicas nos humanos, mas que raça existe na medida em que as experiências sociais de membros de diferentes raças podem ter efeitos significativos na saúde.
Wang, Štrkalj et al. (2003) examinaram o uso da raça como um conceito biológico em artigos de pesquisa publicados na única revista de antropologia biológica da China, Acta Anthropologica Sinica. O estudo mostrou que o conceito de raça era amplamente utilizado entre os antropólogos chineses. Num artigo de revisão de 2007, Štrkalj sugeriu que o forte contraste da abordagem racial entre os Estados Unidos e a China se devia ao fato de a raça ser um fator de coesão social entre as pessoas etnicamente diversas da China, enquanto a "raça" é uma questão delicada nos Estados Unidos e considera-se que a abordagem racial prejudica a coesão social – com o resultado de que, no contexto sociopolítico dos acadêmicos estadunidenses, os cientistas são encorajados a não utilizar categorias raciais, enquanto na China são encorajados a utilizá-las.
Em 2004, uma pesquisa de Lieberman et al. analisou a aceitação da raça como conceito entre antropólogos nos Estados Unidos, Canadá, Europa, Rússia, China e hispanofonia. A rejeição racial variou de alta a baixa, com a maior taxa de rejeição nos Estados Unidos e no Canadá, uma taxa de rejeição moderada na Europa e a menor taxa de rejeição na Rússia e na China. Os métodos utilizados nos estudos relatados incluíram questionários e análise de conteúdo.
Kaszycka et al. (2009) em 2002–2003 pesquisaram as opiniões de antropólogos europeus em relação ao conceito de raça biológica. Três fatores – país de formação acadêmica, disciplina e idade – foram considerados significativos na diferenciação das respostas. Os educados na Europa Ocidental, os antropólogos físicos e as pessoas de meia-idade rejeitaram o conceito de raça com mais frequência do que os educados na Europa Oriental, as pessoas de outros ramos da ciência e aquelas de gerações mais jovens e mais velhas.

### Biologia, anatomia e medicina
Na mesma pesquisa de 1985 (Lieberman et al. 1992), 16% dos biólogos pesquisados e 36% dos psicólogos do desenvolvimento pesquisados discordaram da proposição: “Existem raças biológicas na espécie Homo sapiens”. Os autores do estudo também examinaram 77 livros universitários de biologia e 69 de antropologia física publicados entre 1932 e 1989. Até os anos 1970, os textos de antropologia física argumentavam que raças biológicas humanas existiam, mas começaram pararam de afirmar isso desde então. Em contraste, os livros didáticos de biologia não sofreram tal reversão, mas muitos abandonaram completamente o debate sobre raça. Os autores atribuíram isso às implicações políticas das classificações raciais e às discussões em curso na biologia sobre a validade da ideia de "subespécie". Os autores concluíram: "O conceito de raça, mascarando a esmagadora semelhança genética de todos os povos e os padrões de variação em mosaico que não correspondem às divisões raciais, não é apenas socialmente disfuncional, mas também biologicamente indefensável (pp. 5 18-5 19)." (Lieberman et al. 1992, pp. 316–17)
Uma análise feita em 1994 de 32 livros didáticos ingleses de ciências do esporte/exercícios descobriu que 7 (21,9%) afirmaram que existem diferenças biofísicas devido à raça que podem explicar diferenças no desempenho esportivo, 24 (75%) não mencionaram nem refutaram o conceito, e 1 (3,1%) manifestaram cautela com a ideia.
Em fevereiro de 2001, os editores dos Arquivos de Pediatria e Medicina do Adolescente pediram aos "autores que não usassem os termos "raça" e "etnia" quando não houvesse razão biológica, científica ou sociológica para fazê-lo". Os editores também afirmaram que "a análise por raça e etnia tornou-se um reflexo analítico automático". A revista Nature Genetics agora pede aos autores que "expliquem por que fazem uso de determinados grupos étnicos ou populações e como a classificação foi alcançada".
Morning (2008) analisou livros didáticos de biologia do ensino médio durante o período de 1952 a 2002 e inicialmente encontrou um padrão semelhante, com apenas 35% abordando diretamente o conceito de raça no período de 1983 a 1992, contra 92% antes disso. Discussões mais indiretas e breves sobre raça no contexto de distúrbios médicos aumentaram de nenhuma para 93% dos livros didáticos. Em geral, o material sobre raça passou de características superficiais para genética e história evolutiva. O estudo argumenta que a mensagem fundamental dos livros didáticos sobre a existência de raças mudou pouco. Analisando as opiniões sobre raça na comunidade científica em 2008, Morning concluiu que os biólogos não conseguiram chegar a um consenso claro e muitas vezes dividiram-se em termos culturais e demográficos. Ela observa: "Na melhor das hipóteses, pode-se concluir que biólogos e antropólogos agora parecem igualmente divididos em suas crenças sobre a natureza da raça".
Gissis (2008) examinou o conteúdo de vários periódicos estadunidenses e britânicos importantes em genética, epidemiologia e medicina durante o período 1946-2003. Ele escreveu que "Com base em minhas descobertas, argumento que a categoria de raça só aparentemente desapareceu do discurso científico após a Segunda Guerra Mundial e teve um uso flutuante, porém contínuo, durante o período de 1946 a 2003, e se tornou ainda mais pronunciada a partir do início da década de 1970". Em outro estudo de 2008, 33 pesquisadores de serviços de saúde de diferentes regiões geográficas foram entrevistados. Eles reconheceram os problemas com variáveis raciais e étnicas, mas a maioria ainda acreditava que estas variáveis eram necessárias e úteis.
Um estudo de 2021 que examinou mais de 11 mil artigos de 1949 a 2018 no American Journal of Human Genetics, descobriu que “raça” foi usada em apenas 5% na última década, abaixo dos 22% na primeira. Juntamente com um aumento no uso dos termos “etnia”, “ancestralidade” e termos baseados em localização, sugere que os geneticistas abandonaram em grande parte o termo “raça”.
As Academias Nacionais de Ciências, Engenharia e Medicina (NASEM), apoiadas pelos Institutos Nacionais de Saúde dos Estados Unidos, declararam formalmente que "os pesquisadores não deveriam usar a raça como para descrever a variação genética humana". O relatório de seu Comitê sobre o Uso de Raça, Etnia e Ancestralidade como Descritores Populacionais em Pesquisa Genômica lançado em 14 de março de 2023 afirmava: “Em humanos, raça é uma designação socialmente construída, um substituto enganoso e prejudicial para diferenças genéticas populacionais e tem uma longa história de ser identificada incorretamente como a principal razão genética para diferenças fenotípicas entre grupos”. Os co-presidentes do comitê Charmaine D. Royal e Robert O. Keohane da Universidade Duke concordaram na reunião: "Classificar as pessoas por raça é uma prática enredada e enraizada no racismo."

### Sociologia
Lester Frank Ward (1841–1913), considerado um dos fundadores da sociologia estadunidense, rejeitou noções de que existiam diferenças fundamentais que distinguiam uma raça de outra, embora reconhecesse que as condições sociais diferiam dramaticamente por raça. Na virada do século XX, os sociólogos viam o conceito de raça de uma forma que foi moldada pelo racismo científico do século XIX e início do século XX. Muitos sociólogos se concentraram nos afro-americanos e alegaram que eles eram inferiores aos americanos brancos. A socióloga branca Charlotte Perkins Gilman (1860–1935), por exemplo, usou argumentos biológicos para reivindicar a inferioridade dos afro-americanos. O sociólogo americano Charles H. Cooley (1864–1929) teorizou que as diferenças entre as raças eram "naturais" e que as diferenças biológicas resultam em diferenças nas habilidades intelectuais. Edward Alsworth Ross (1866–1951), eugenista e também uma figura importante da sociologia estadunidense, acreditava que os brancos eram a raça superior e que havia diferenças essenciais de "temperamento" entre as raças. Em 1910, o Journal publicou um artigo de Ulysses G. Weatherly (1865–1940) que pedia a supremacia branca e a segregação racial para proteger a pureza racial.
W. E. B. Du Bois (1868–1963), um dos primeiros sociólogos afro-americanos, foi o primeiro sociólogo a utilizar conceitos e métodos de investigação empírica para analisar a raça como uma construção social em vez de uma realidade biológica. Desde a publicação do seu livro The Philadelphia Negro, em 1899, Du Bois estudou e escreveu sobre raça e racismo até o fim de sua carreira. Em seu trabalho, ele afirmou que classe social, colonialismo e capitalismo moldaram as ideias sobre raça e categorias raciais. Os cientistas sociais abandonaram em grande parte o racismo científico na década de 1930. Outros primeiros sociólogos, especialmente aqueles associados à Escola de Chicago, juntaram-se a Du Bois na teorização da raça como um facto socialmente construído. Em 1978, William Julius Wilson argumentou que a raça e os sistemas de classificação racial estavam em declínio em importância e que, em vez disso, a classe social descrevia com mais precisão o que os sociólogos anteriormente entendiam como raça. Em 1986, os sociólogos Michael Omi e Howard Winant introduziram com sucesso o conceito de formação racial para descrever o processo pelo qual as categorias raciais são criadas. Omi e Winant afirmam que “não há base biológica para distinguir entre grupos humanos em termos de raça”.
Eduardo Bonilla-Silva, professor de sociologia da Universidade Duke, comenta: "Afirmo que o racismo é, mais do que qualquer outra coisa, uma questão de poder de grupo; trata-se de um grupo racial dominante (brancos) que se esforça para manter suas vantagens sistêmicas e minorias que lutam para subverter o status quo racial." Os tipos de práticas que ocorrem sob este novo racismo daltônico são sutis, institucionalizadas e supostamente não raciais. O racismo daltônico prospera com a ideia de que a raça não é mais um problema nos Estados Unidos.
Atualmente, os sociólogos geralmente entendem a raça e as categorias raciais como socialmente construídas e rejeitam esquemas de categorização racial que dependem de diferenças biológicas.

## Usos políticos e práticos

### Biomedicina
Em ambientes clínicos, a raça tem sido por vezes considerada no diagnóstico e tratamento de condições médicas. Os médicos notaram que algumas condições médicas são mais prevalentes em certos grupos raciais ou étnicos do que em outros, sem ter certeza da causa dessas diferenças. O interesse recente na medicina baseada na raça, ou na farmacogenômica dirigida à raça, foi alimentado pela proliferação de dados genéticos humanos que se seguiram à descodificação do genoma humano na primeira década do século XXI. Há um debate ativo entre pesquisadores biomédicos sobre o significado e a importância da raça em suas pesquisas. Os defensores do uso de categorias raciais na biomedicina argumentam que o uso continuado de categorizações raciais na pesquisa biomédica e na prática clínica torna possível a aplicação de novas descobertas genéticas e fornece uma pista para o diagnóstico. As posições dos investigadores biomédicos sobre raça enquadram-se em dois campos principais: aqueles que consideram que o conceito de raça não tem base biológica e aqueles que o consideram como tendo potencial para ser biologicamente significativo. Os membros deste último campo baseiam frequentemente os seus argumentos no potencial de criação de medicina personalizada baseada no genoma.
Outros pesquisadores salientam que encontrar uma diferença na prevalência de doenças entre dois grupos socialmente definidos não implica necessariamente uma causa genética da diferença. Eles sugerem que as práticas médicas devem manter o foco no indivíduo, e não na filiação do indivíduo a qualquer grupo, e que enfatizar excessivamente as contribuições genéticas para as disparidades na saúde acarreta vários riscos, como reforçar estereótipos, promover o racismo ou ignorar a contribuição de fatores não genéticos para as disparidades na saúde. Dados epidemiológicos internacionais mostram que as condições de vida, e não a raça, fazem a maior diferença nos resultados de saúde, mesmo para doenças que têm tratamentos "específicos para a raça". Alguns estudos descobriram que os pacientes relutam em aceitar a categorização racial na prática médica.

### Aplicação da lei
Em muitos países, como a França, o Estado está legalmente proibido de manter dados baseados na raça. Nos Estados Unidos, a prática do perfilamento racial foi considerada inconstitucional e uma violação dos direitos civis. Há um debate ativo sobre a causa de uma correlação acentuada entre os crimes registados, as punições aplicadas e as populações do país. Muitos consideram o perfil racial de facto um exemplo de racismo institucional na aplicação da lei. O encarceramento em massa nos Estados Unidos tem um impacto desproporcional nas comunidades afro-americanas e latinas. Michelle Alexander, autora de The New Jim Crow: Mass Incarceration in the Age of Colorblindness (2010), argumenta que o encarceramento em massa é melhor compreendido não apenas como um sistema de prisões superlotadas, mas também como "a rede mais ampla de leis, regras, políticas e costumes que controlam aqueles rotulados como criminosos dentro e fora da prisão". Ela define como "um sistema que tranca pessoas não só atrás de grades reais em prisões reais, mas também atrás de grades e muros virtuais", ilustrando a cidadania de segunda classe que é imposta a um número desproporcional de pessoas de cor, especificamente afro-americanos. Ela compara o encarceramento em massa às leis Jim Crow, afirmando que ambas funcionam como sistemas de castas raciais.
Muitas descobertas de pesquisas parecem concordar que o impacto da raça da vítima na decisão de prisão por violência interpessoal (VPI) pode incluir um preconceito racial em favor das vítimas brancas. Um estudo de 2011 numa amostra nacional de detenções por VPI descobriu que a detenção de mulheres era mais provável se a vítima do sexo masculino fosse branca e a agressora fosse negra, enquanto a detenção de homens era mais provável se a vítima do sexo feminino fosse branca. Tanto para detenções femininas como masculinas em casos de VPI, as situações envolvendo casais casados tinham maior probabilidade de levar à prisão em comparação com casais namorando ou divorciados. Mais pesquisas são necessárias para compreender os fatores que influenciam o comportamento da polícia.
Estudos recentes que usaram análise de agrupamento de DNA para determinar antecedentes raciais têm sido utilizados por alguns investigadores criminais para restringir sua busca pela identidade de suspeitos e vítimas. Os defensores do perfil de DNA em investigações criminais citam casos em que pistas baseadas em análises de DNA se revelaram úteis, mas a prática permanece controversa entre especialistas em ética médica, advogados de defesa e alguns profissionais da aplicação da lei.

#### Antropologia forense

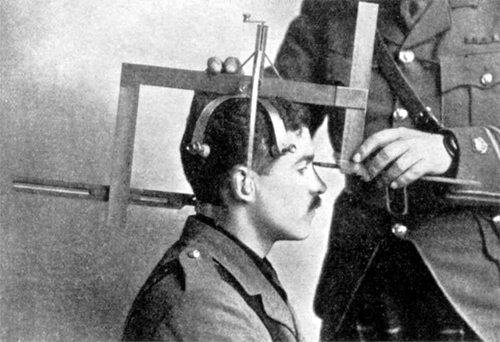
Estudo de craniometria

Os antropólogos forenses baseiam-se em características morfológicas altamente hereditárias de restos humanos (por exemplo, medidas cranianas) para ajudar na identificação do corpo, inclusive em termos de raça. Num artigo de 1992, o antropólogo Norman Sauer observou que os antropólogos tinham geralmente abandonado o conceito de raça como uma representação válida da diversidade biológica humana, exceto os antropólogos forenses. Ele perguntou: "Se as raças não existem, por que os antropólogos forenses são tão bons em identificá-las?". Ele concluiu:

A atribuição bem-sucedida de raça a um espécime esquelético não é uma justificativa do conceito de raça, mas sim uma previsão de que um indivíduo, enquanto vivo, foi atribuído a uma determinada categoria "racial" socialmente construída. Um espécime pode apresentar características que apontam para ascendência africana. Neste país, é provável que essa pessoa tenha sido rotulada de negra, independentemente de tal raça existir ou não na natureza.
A identificação da ancestralidade de um indivíduo depende do conhecimento da frequência e distribuição das características fenotípicas em uma população. Isto não exige o uso de um esquema de classificação racial baseado em características não relacionadas, embora o conceito de raça seja amplamente utilizado em contextos médicos e jurídicos nos Estados Unidos. Alguns estudos relataram que as raças podem ser identificadas com alto grau de precisão usando certos métodos, como o desenvolvido por Giles e Elliot. No entanto, este método às vezes não consegue ser replicado em outros tempos e lugares; por exemplo, quando o método foi testado novamente para identificar os nativos americanos, a taxa média de precisão caiu de 85% para 33%. A informação prévia sobre o indivíduo (por exemplo, dados do Censo) também são importantes para permitir a identificação precisa da “raça”.
Numa abordagem diferente, o antropólogo C. Loring Brace disse:

A resposta simples é que, como membros da sociedade que coloca a questão, são inculcados nas convenções sociais que determinam a resposta esperada. Eles também deveriam estar cientes das imprecisões biológicas contidas nessa resposta “politicamente correta”. A análise do esqueleto não fornece uma avaliação direta da cor da pele, mas permite uma estimativa precisa das origens geográficas originais. A ascendência africana, asiática oriental e europeia pode ser especificada com um alto grau de precisão. É claro que África implica “negro”, mas “negro” não implica africano.
Um estudo de 2002 descobriu que cerca de 13% da variação craniométrica humana existia entre regiões, enquanto 6% existia entre populações locais dentro de regiões e 81% dentro de populações locais. Em contrapartida, um padrão oposto de variação genética foi observado para a cor da pele (que é frequentemente usada para definir raça), com 88% de variação entre regiões. O estudo concluiu: “A distribuição da diversidade genética na cor da pele é atípica e não pode ser utilizada para fins de classificação”. Da mesma forma, um estudo de 2009 descobriu que a craniometria poderia ser usada com precisão para determinar de que parte do mundo alguém vinha; no entanto, este estudo também descobriu que não havia limites abruptos que separassem a variação craniométrica em grupos raciais distintos. Outro estudo de 2009 mostrou que negros e brancos estadunidenses tinham diferentes morfologias esqueléticas e que existe um padrão significativo na variação dessas características dentro dos continentes, o que significa que classificar os humanos em raças com base nas características do esqueleto exigiria a definição de muitas "raças" diferentes.
Em 2010, o filósofo Neven Sesardić argumentou que os antropólogos forenses podem classificar a raça de uma pessoa com uma precisão de quase 100% com base apenas em restos de esqueletos. A afirmação de Sesardić foi contestada pelo filósofo Massimo Pigliucci, que  o acusou de "escolher a dedo as evidências científicas e chegar a conclusões que são contraditas por elas". Especificamente, Pigliucci argumentou que Sesardić deturpou um artigo de Ousley et al. (2009) e esqueceu de mencionar que eles identificaram diferenciação não apenas entre indivíduos de diferentes raças, mas também entre indivíduos de diferentes tribos, ambientes e períodos históricos.